# A.M. (Wilco)
A.M. is het debuutalbum van de Amerikaanse rockband Wilco. Het album werd opgenomen van juni tot augustus 1994. Op  28 maart 1995 werd het album uitgebracht op cassette, cd en lp.

## Tracks
Alle muziek en teksten zijn geschreven door Jeff Tweedy, tenzij anders vermeld. 
| Nr. | Titel                                 | Duur |
| --- | ------------------------------------- | ---- |
| 1.  | I Must Be High                        | 2:59 |
| 2.  | Casino Queen                          | 2:45 |
| 3.  | Box Full of Letters                   | 3:05 |
| 4.  | Shouldn't Be Ashamed                  | 3:28 |
| 5.  | Pick Up the Change                    | 2:56 |
| 6.  | I Thought I Held You                  | 3:49 |
| 7.  | That's Not the Issue                  | 3:19 |
| 8.  | It's Just That Simple (John Stirratt) | 3:45 |
| 9.  | Should've Been in Love                | 3:36 |
| 10. | Passenger Side                        | 3:33 |
| 11. | Dash 7                                | 3:29 |
| 12. | Blue Eyed Soul                        | 4:05 |
| 13. | Too Far Apart                         | 3:44 |